# Рудько Павло Іванович
Павло Іванович Рудько — український радянський і партійний діяч, секретар Чернігівського обкому КП(б)У.

## Життєпис
Народився в селянській родині. Закінчив три класи церковнопарафіяльної школи.
У 1921 році вступив до комсомолу. Брав активну участь у боротьбі з українськими повстанськими загонами. На 1924 рік — секретар комсомольського осередку села Куземин Охтирської округи.
Член ВКП(б) з 1926 року.
Потім перебував на відповідальній партійній і радянській роботі в Чернігівській області.
У квітні 1939 — 10 вересня 1940 року — секретар Чернігівського обласного комітету КП(б)У із кадрів.
10 вересня 1940 — вересень 1941 року — секретар Чернігівського обласного комітету КП(б)У із пропаганди.
Під час німецько-радянської війни разом із 1-м секретарем Чернігівського обкому Олексієм Федоровим потрапив в оточення у Чорнухинських лісах Полтавської області. Був важко поранений в обидві ноги, п'ять місяців лежав у лікарні. Потім проживав під чужим прізвищем в селі на окупованій території. У книзі Олексія Федорова «Підпільний обком діє» зображений боягузом, який втік, щоб не залишатися в партизанському загоні.
У 1944 році рішенням Чернігівського обласного комітету КП(б)У Павла Рудька виключили із членів ВКП(б).
З 1944 року проживав у Києві. На 1947 рік мешкав у Львові. Був автором листа-спростування до Олексія Федорова.
У 1960—1970-х роках — директор Львівського заводу низьковольтних електроламп.
Подальша доля невідома.